# Soest (Germania)
Soest (IPA: [ˈzoːst]; in basso tedesco: Saust) è una città tedesca situata nel land Renania Settentrionale-Vestfalia. È capoluogo dell'omonimo circondario.

## Geografia fisica
La città è situata sulla via "Hellweg", a circa 50 km ad est di Dortmund e a circa 50 km ad ovest di Paderborn.

## Storia
Il villaggio di Soest è menzionato la prima volta nell'anno 836 nel documento noto come Dagobertsche Schenkung, ma la località, situata in un'area favorevole all'agricoltura, doveva essere già stata abitata in precedenza: scavi recenti hanno mostrato resti di abitazioni risalenti all'inizio del II millennio a.C.
La città crebbe considerevolmente nell'XI e XII secolo e divenne una delle maggiori della Vestfalia, raggiungendo i 10 000 abitanti. Aderendo alla Lega Anseatica, grazie al suo grande sviluppo ne divenne uno dei membri principali.
Soest rimaneva comunque politicamente soggetta al principato arcivescovile di Colonia, ma tra il 1444 e il 1449, con una lotta conosciuta come Soester Fehde la città si liberò dal dominio dell'arcivescovo, che controllava l'intera Vestfalia, alleandosi con il duca di Cleves, e ottenendo di conseguenza l'immediatezza imperiale. Il coronamento della sua parabola politica coincise tuttavia con l'inizio della sua rovina economica, poiché i suoi commerci declinarono progressivamente a causa dell'ostilità dei territori circostanti che la isolavano completamente.
Con la morte dell'ultimo duca di Cleves nel 1609, il ducato venne incorporato nel Brandeburgo e anche Soest, che all'alleanza con quello stato doveva la sua autonomia, dopo un breve assedio, seguì la medesima sorte perdendo lo stato di città libera dell'Impero.
Durante la guerra dei Trent'anni la popolazione della città diminuì grandemente, e nel 1756 giunse a contare solo 3 600 abitanti.
Nel 1817 la creazione dell'omonimo distretto portò ad un nuovo sviluppo, ma la città non venne raggiunta dall'industrializzazione dell'area della Ruhr e rimase pertanto una piccola città.
Tra il 1953 e il 1971 fu sede di un campo militare canadese (Bad Sassendorf, ad est della città), che in seguito, fino al 1993 venne utilizzato da truppe britanniche. Gli edifici furono in seguito riconvertiti ad uso civile o demoliti.

### Stemma cittadino
Lo stemma riporta una chiave, simbolo di san Pietro, patrono di Colonia. Lo stemma non venne modificato anche quando nel XV secolo Soest non era più sotto la giurisdizione dell'arcidiocesi.

## Monumenti e luoghi d'interesse

### Cattedrale di San Patroclo

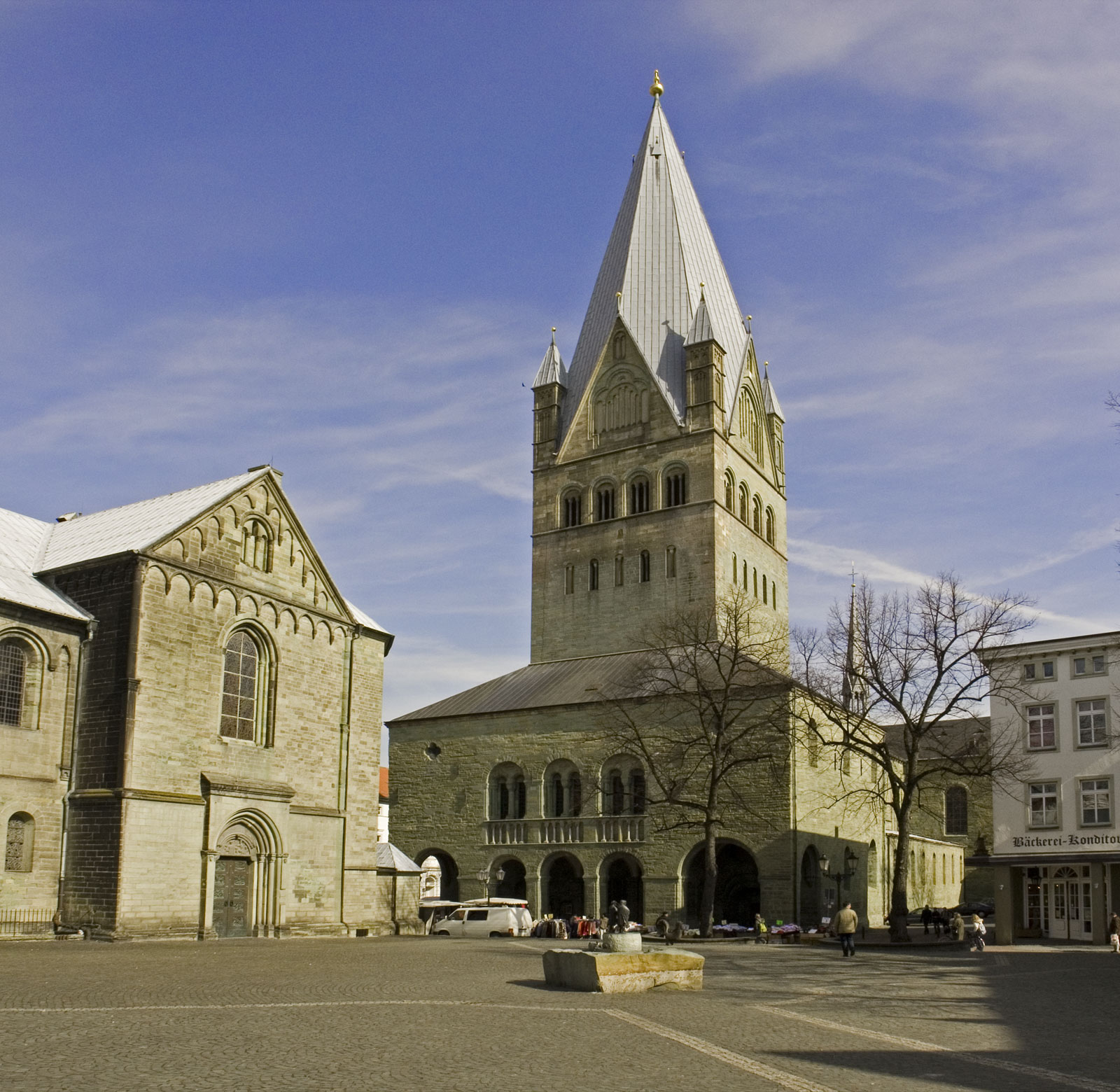
Cattedrale di San Patroclo

Nell'anno 960 san Bruno, arcivescovo di Colonia trasferì a Soest le reliquie di san Patroclo da Troyes e costruì una cattedrale nella città per custodirle, che venne consacrata nel 964.
La cattedrale è costruita in stile romanico nella pietra locale e presenta un massiccio campanile quadrato tuttora ben visibile da lontano.

### Chiese a sala
Nel borgo vecchio di Soest ci sono sei chiese a sala dei stili romanico e gotico: 
- Chiesa di San Pietro, chiamata Alde Kerke, "Chiesa Vecchia".
- Chiesa di Santa Maria dell'Altura, in tedesco Sankt Maria zur Höhe o Hohnekirche
- Chiesa di Santa Maria del Prato (Sankt Maria zur Wiese o Wiesenkirche)
- Chiesa di San Paolo (Sankt Paul)
- Chiesa di San Tommaso Vecchia (Alt Sankt Thomae)
- Capella di San Nicolo (Nicolaikapelle)

## Amministrazione

### Gemellaggi
- Bangor, Gwynedd, Galles
- Guérard, Seine-et-Marne, Francia
- Herzberg, Brandeburgo, Germania
- Kampen, Overijssel, Paesi Bassi
- Sárospatak, Borsod-Abaúj-Zemplén, Ungheria
- Soest, provincia di Utrecht, Paesi Bassi
- Strzelce Opolskie, voivodato di Opole, Polonia
- Visby, Gotland, Svezia